# Inégalité DKW
En probabilités et statistiques, l'inégalité DKW (Dvoretzky-Kiefer-Wolfowitz) précise à quel point la fonction de répartition empirique sera proche de la fonction de répartition théorique de la variable aléatoire étudiée. Cette inégalité est établie par les mathématiciens Aryeh Dvoretzky, Jack Kiefer et Jacob Wolfowitz qui en 1956 l'ont démontrée, mais avec une constante multiplicative indéterminée. Ce n'est qu'en 1990 que Pascal Massart montre que l'inégalité était vraie pour la constante {\displaystyle C=2}, confirmant ainsi une conjecture de Birnbaum et McCarty.

## Énoncé
Soit {\displaystyle n\in \mathbb {N} ^{*}} un entier naturel non nul fixé et {\displaystyle X_{1},\dots ,X_{n}} des variables aléatoires réelles indépendantes et identiquement distribuées (iid) de fonction de répartition {\displaystyle F}. On note {\displaystyle F_{n}} la fonction de répartition empirique définie par 
L'inégalité DKW borne la probabilité que la fonction de répartition empirique diffère de la fonction de répartition d'une valeur plus élevée que {\displaystyle \varepsilon } uniformément sur {\displaystyle \mathbb {R} }. Formellement, l'inégalité DKW par rapport à un côté est donnée par :
Cette inégalité entraîne l'inégalité par les deux côtés suivante (qui n'exige pas de conditions sur {\displaystyle \varepsilon }) :
Ce résultat renforce le théorème de Glivenko-Cantelli, appelé théorème fondamental de la statistique, qui précise lui que la fonction de répartition empirique {\displaystyle F_{n}} converge uniformément vers la fonction de répartition {\displaystyle F}. En effet, elle quantifie la vitesse de convergence quand {\displaystyle n} tend vers l'infini. Elle permet également d'estimer la queue de probabilité de la statistique de Kolmogorov-Smirnov. 

## Voir également
Inégalité de concentration - résumé des inégalités de concentration pour les variables aléatoires.
Inégalité de Berry-Esseen - inégalité concernant également la fonction de répartition.